# Parti Rakyat Malaysia
Die Parti Rakyat Malaysia (auf Deutsch Malaysische Volkspartei, PRM) ist eine politische Partei in Malaysia. Sie wurde am 11. November 1955 gegründet und hat ihre Wurzeln in der antikolonialen Bewegung im Zweiten Weltkrieg. Die PRM gilt als eine der ältesten noch bestehenden Parteien in Malaysia. 